# Distrito de Yaurisque
El Distrito peruano de Yaurisque es uno de los nueve distritos de la Provincia de Paruro, ubicada en el Departamento de Cusco,  bajo la administración el Gobierno regional del Cuzco.
La Provincia de Paruro desde el punto de vista de la jerarquía eclesiástica está comprendida en la Arquidiócesis del Cusco.

## Historia
Oficialmente, el distrito de Yaurisque fue creado el 15 de abril de 1959 mediante Ley n.º 13203 dada en el segundo gobierno del Presidente Manuel Prado Ugarteche.

## Geografía
La capital es el poblado de Yaurisque, situado a 3 328 m s. n. m.

## Autoridades

### Municipales
- GESTION 2023 - 2026
  - Alcalde: C.P.C. EDGAR QUISPE CHUYACAMA
- 2011-2014[2]
  - Alcalde: Wilbert Loaiza Gómez, del Movimiento Gran Alianza Nacionalista (GAN).
  - Regidores: Pedro Ayme Ttito (GAN), Juan Ataucuri Ramos (GAN), Severiano Quispe Santa Cruz (GAN), Matilde Salcedo Castilla (GAN), Silvestre Ataucuri Sutta (Somos Perú).
- 2007-2010
  - Alcalde: Juan de Dios Ramos Pariguana.

### Religiosas
- Párroco: Pbro. Jerónimo Ttito Huamán (Parroquia San Esteban Protomártir).

### Policiales
- Comisario:

## Festividades
- San Esteban.